# Cirrospilus gregi
Cirrospilus gregi är en stekelart som först beskrevs av Girault 1913.  Cirrospilus gregi ingår i släktet Cirrospilus och familjen finglanssteklar. Inga underarter finns listade i Catalogue of Life.